# Sân bay Stockholm-Arlanda
Sân bay Stockholm-Arlanda (IATA: ARN, ICAO: ESSA), là một sân bay quốc tế ở Sigtuna gần thị xã Märsta, cách Stockholm 42 km về phía Bắc, cách Uppsala km về phía Đông Nam. Sân bay tọa lạc trong Hạt Stockholm và tỉnh Uppland. Đây là sân bay lớn nhất ở Thụy Điển, sân bay lớn thứ 3 ở Bắc Âu với 15,5 triệu lượt khách phục vụ năm 2006. Lưu trữ ngày 18 tháng 2 năm 2007 tại Wayback Machine Đây là một trong những trung tâm của hãng Scandinavian Airlines System.

## Lịch sử
Sân bay này được sử dụng lần đầu vào năm 1959, nhưng chỉ cho bay huấn luyện. Năm 1960, nó được mở cửa cho hoạt động hàng không và năm 1962 chính thức khánh thành. Tên gọi Arlanda đã được quyết định chọn sau khi qua một cuộc thi trước ngày khánh thành. Đây là tên lấy từ Arland, một tên cũ của Ärlinghundra xứ đạo (hiện là Husby-Ärlinghundra ở Märsta) nơi sân bay tọa lạc. Tên được cộng thêm một đuôi tương tự tng các tên Thụy Điển có tiếp vĩ ngữ là -landa, và cũng chơi chữ khi tiếng Thụy Điển động từ"landa"có nghĩa là"hạ cánh".

## Bố trí sân bay

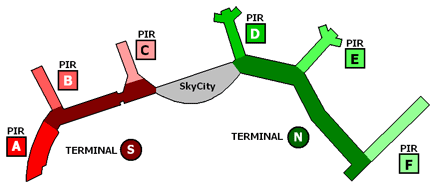
Airport layout at Stockholm-Arlanda Airport after the planned expansion. The four terminals have now been replaced with two larger ones: Terminal North and Terminal South.

Sân bay có 4 nhà ga hành khách. Các nhà ga 2 và 5 được sử dụng cho các chuyến bay quốc tế. Các nhà ga 3 và 4 cho nội địa. Tòa nhà trung tâm, Arlanda Bắc, được mở cửa cuối năm 2003, nối nhà ga số 5 với Pier F mới xây. Tất cả các chuyến bay quốc tế bởi SAS và Liên minh Star Alliance sử dụng tòa nhà trung tâm. Một tòa nhà Arlanda Nam đang được quy hoạch nhưng đang tạm dừng vì thiếu quỹ. Giữa nhà ga 4 và 5 là trung tâm mua sắm Sky City, cũng có nhà ga xe lửa chính. Xe lử cao tốc Arlanda Express nối 2 nhà ga tại sân bay với Stockholm. Sân bay có công suất khoảng 25 triệu khách/năm.
- 4 nhà ga hành khách
- 64 cổng
- 5 nhà ga hàng hóa
- 5 hangar
- 3 đường băng
- (3300 m, 2500 m và 2500 m)

## Hãng hàng không và tuyến bay

### Hành khách
| Hãng hàng không                                       | Các điểm đến | Nhà ga |
| ----------------------------------------------------- | --- | ------ |
|                                                       | |        |
| Aegean Airlines                                       | Athens Mùa đông: Heraklion (bắt đầu từ ngày 26 Tháng 6 năm 2015), Kalamata | 5      |
| Aeroflot                                              | Moscow–Sheremetyevo | 5      |
| Aeroflot vận hành bởi Rossiya                         | Saint Petersburg | 5      |
| airBaltic                                             | Riga | 5      |
| Air China                                             | Bắc Kinh-Thủ đô | 5      |
| Air Croatia                                           | Mùa đông: Zagreb | 2      |
| Air France                                            | Paris–Charles de Gaulle | 2      |
| Air Serbia                                            | Belgrade | 5      |
| Austrian Airlines vận hành bởi Tyrolean Airways       | Viên | 5      |
| Avies                                                 | Hagfors, Mora-Siljan, Östersund, Sveg, Tallinn, Torsby | 3      |
| Belavia                                               | Minsk-National | 5      |
| British Airways                                       | London–Heathrow | 2      |
| Bulgaria Air                                          | Mùa đông: Varna (bắt đầu từ ngày 4 Tháng 4 năm 2015) | 2      |
| Czech Airlines                                        | Prague | 2      |
| Delta Air Lines                                       | Mùa đông: New York–JFK | 5      |
| easyJet Switzerland                                   | Geneva | 2      |
| Emirates                                              | Dubai–International | 5      |
| Ethiopian Airlines[A]                                 | Addis Ababa, Viên | 5      |
| Finnair                                               | Helsinki Mùa đông: Bergen | 2      |
| Flyglinjen                                            | Kristianstad | 3      |
| Germania                                              | Erbil, Sulaimaniyah | 5      |
| Germanwings                                           | Cologne/Bonn, Hamburg | 5      |
| Germanwings vận hành bởi Eurowings                    | Cologne/Bonn, Düsseldorf, Hamburg | 5      |
| Gotlandsflyg vận hành bởi Nextjet                     | Visby | 3      |
| Höga Kusten Flyg vận hành bởi Golden Air              | Örnsköldsvik | 4      |
| Iberia Express                                        | Madrid | 2      |
| Icelandair                                            | Reykjavík–Keflavík | 5      |
| Iran Air                                              | Tehran–Imam Khomeini | 5      |
| Iran Aseman Airlines                                  | Tehran–Imam Khomeini | 5      |
| Iraqi Airways                                         | Baghdad | 5      |
| KLM                                                   | Amsterdam | 2      |
| LOT Polish Airlines                                   | Warsaw–Chopin | 5      |
| Lufthansa                                             | Frankfurt, Munich | 5      |
| Luxair                                                | Luxembourg | 2      |
| Nextjet                                               | Arvidsjaur, Gällivare, Halmstad, Hemavan, Kramfors-Sollefteå, Lycksele, Växjö, Vilhelmina, Visby | 3      |
| Nextjet                                               | Kokkola/Jakobstad, Mariehamn, Pori | 5      |
| Norwegian Air Shuttle                                 | Gothenburg–Landvetter, Kiruna, Luleå, Malmö, Umeå Mùa đông: Visby | 4      |
| Norwegian Air Shuttle                                 | Alicante, Amsterdam, Bangkok–Suvarnabhumi, Barcelona, Belgrade, Bergen, Sân bay quốc tế Berlin–Schönefeld, Budapest, Catania, Copenhagen, Gran Canaria, Helsinki, Kraków, London-Gatwick, Madrid, Málaga, Manchester, Munich, New York–JFK, Nice, Oslo–Gardermoen, Sân bay Orly Paris, Prague, Riga, Rome–Fiumicino, Sarajevo, Tel Aviv–Ben Gurion, Vilnius Mùa đông: Ajaccio, Athens, Bastia (bắt đầu từ ngày 25 Tháng 4 năm 2015), Bordeaux, Bourgas, Chania, Dubai-International, Dubrovnik, Edinburgh, Faro, Fort Lauderdale, Geneva, Grenoble, Kos, Lanzarote, Larnaca, Los Angeles, Marrakech, Oakland, Olbia, Palermo, Palma de Mallorca, Pisa, Pula, Rhodes, Salzburg, Santorini, Split, Tenerife–South, Vaasa, Venice–Marco Polo | 5      |
| Qatar Airways                                         | Doha | 5      |
| Pegasus Airlines                                      | Istanbul–Sabiha Gökçen | 5      |
| Royal Air Maroc                                       | Casablanca | 5      |
| SATA International                                    | Funchal, Ponta Delgada | 5      |
| Scandinavian Airlines                                 | Ängelholm, Åre-Östersund, Gothenburg–Landvetter, Kalmar, Kiruna, Luleå, Malmö, Ronneby, Skellefteå, Sundsvall, Umeå, Visby | 4      |
| Scandinavian Airlines                                 | Aalborg, Alicante, Amsterdam, Ankara (bắt đầu từ ngày 30 Tháng 6 năm 2015), Athens, Barcelona, Bergen, Berlin–Tegel, Billund, Birmingham, Brussels, Budapest (bắt đầu từ ngày 29 tháng 3 năm 2015), Chicago–O'Hare, Copenhagen, Dublin, Düsseldorf, Edinburgh, Faro (bắt đầu từ ngày 4 Tháng 4 năm 2015), Frankfurt, Geneva, Hamburg, Helsinki, Hong Kong (bắt đầu từ ngày 10 Tháng 9 năm 2015), London–Heathrow, Málaga, Manchester, Sân bay quốc tế Milan-Linate, Milan-Malpensa, Moscow–Sheremetyevo, Munich, Newark, Nice, Sân bay quốc tế Oslo–Gardermoen, Oulu, Palma de Mallorca, Paris–Charles de Gaulle, Prague, Riga (bắt đầu từ ngày 29 Tháng 3 năm 2015), Rome–Fiumicino, Saint Petersburg, Stavanger, Tampere, Thessaloniki, Tromsø, Trondheim, Turku, Vaasa, Vilnius, Zürich Mùa đông: Bastia, Biarritz, Bodø, Bologna, Bristol, Cagliari, Chania, Dubrovnik, Gazipaşa, Innsbruck, Malta, Naples, Olbia, Palermo, Pisa, Pristina, Pula, Sarajevo, Split, Tel Aviv–Ben Gurion, Venice–Marco Polo | 5      |
| Scandinavian Airlines vận hành bởi Braathens Regional | Kalmar | 4      |
| Scandinavian Airlines vận hành bởi Braathens Regional | Aalborg, Billund, Oulu, Tampere, Turku, Vaasa, Vilnius | 5      |
| SunExpress                                            | Mùa đông: Antalya (bắt đầu từ ngày 29 Tháng 3 năm 2015), İzmir | 5      |
| Swiss International Air Lines                         | Geneva, Zürich | 5      |
| TAP Portugal                                          | Lisbon | 5      |
| TAROM                                                 | Bucharest | 5      |
| Thai Airways                                          | Bangkok–Suvarnabhumi Mùa đông: Phuket | 5      |
| Turkish Airlines                                      | Ankara, Istanbul–Atatürk | 5      |
| Ukraine International Airlines                        | Kiev-Boryspil | 5      |
| United Airlines                                       | Newark | 5      |
| Vueling                                               | Barcelona | 5      |
| Zagrosjet                                             | Erbil | 5      |

A  Ethiopian airlines có các chuyến bay với Addis Ababa thông qua Frankfurt với số hiệu chuyến bay ET707, hoặc Paris với số hiệu chuyến bay ET704 hay Viên với số hiệu chuyến bay ET725 là tuyến thông dụng nhất. Họ cũng có các chuyến bay thẳng với Addis Ababa vào các dịp đặc biệt với số hiệu chuyến bay ET715.

### Thuê chuyến
| Hãng hàng không                            | Các điểm đến | Nhà ga |
| ------------------------------------------ | --- | ------ |
| Aegean Airlines                            | Mùa đông thuê chuyến: Chania, Rhodes | 5      |
| Jet Time                                   | Thuê chuyến: Antalya, Bodrum, Chania, Dalaman, Fuerteventura, Gran Canaria, Hurghada, Izmir, Korfu, Larnaca, Palma de Mallorca, Split (bắt đầu từ ngày 8 Tháng 5 năm 2015), Tenerife–South                                     | 5      |
| Novair                                     | Mùa đông: Burgas, Chania, Denpasar/Bali, Fuerteventura, Goa, Gran Canaria, Kefalonia, Larnaca, Preveza, Rhodes, Santorini, Sharm el-Sheikh, Zakynthos Theo mùa mùa đông thuê chuyến: Aqaba                                     |        |
| Thomas Cook Airlines Scandinavia           | Mùa đông thuê chuyến: Agadir, Antalya, Aruba, Banjul, Bourgas, Cancún, Funchal, Gazipaşa, Gran Canaria, Hurghada, Larnaca, Marsa Alam, Palma de Mallorca, Phuket, Punta Cana, Rhodes, Saint Martin, Sal, Tenerife–South, Varna | 5      |
| TUIfly Nordic vận hành bởi Thomson Airways | Mùa đông thuê chuyến: Cancún, Mauritius | 5      |

### Hàng hóa
| Hãng hàng không        | Các điểm đến                                    |
| ---------------------- | ----------------------------------------------- |
| Amapola Flyg           | Helsinki, Maastricht/Aachen                     |
| DHL Aviation           | Copenhagen, Leipzig/Halle                       |
| FedEx Express          | Cologne/Bonn, Helsinki, Paris–Charles de Gaulle |
| Jetpak/Amapola Flyg    | Helsinki, Maastricht/Aachen, Malmö              |
| Korean Air Cargo       | Seoul–Incheon                                   |
| Swiftair               | Madrid                                          |
| Turkish Airlines Cargo | Helsinki, Sân bay quốc tế Istanbul–Atatürk      |
| UPS Airlines           | Cologne/Bonn                                    |
| West Air Sweden        | Malmö                                           |